# Бердейка
Бердейка (Верденка, балка Бердейка) — река в России, протекает в Дубовском районе Волгоградской области. Устье реки находится в 40 км по левому берегу реки Бердия. Длина реки составляет 30 км, площадь водосборного бассейна — 214 км².
На берегу реки село Малая Ивановка.

## Данные водного реестра
По данным государственного водного реестра России относится к Донскому бассейновому округу, водохозяйственный участок реки — Иловля, речной подбассейн реки — Дон между впадением Хопра и Северского Донца. Речной бассейн реки — Дон (российская часть бассейна).
Код объекта в государственном водном реестре — 05010300412107000009423.